# Karim Benbrahim
Karim Benbrahim, né le 13 avril 1980, est un ingénieur et homme politique français.
Membre du Parti socialiste, il est élu député dans la 1re circonscription de la Loire-Atlantique aux élections législatives anticipées de 2024, succédant ainsi au député sortant Renaissance Mounir Belhamiti.

## Biographie
Karim Benbrahim naît le 13 avril 1980 à Salon-de-Provence, dans les Bouches-du-Rhône. Il est fils d’un petit commerçant d’origine tunisienne.
Il est ingénieur  dans les énergies renouvelables chez RTE à Nantes. Il dispose aussi d'un master en économie.

## Parcours politique

### Militant au sein du Parti socialiste
Il rejoint le Parti socialiste en 2005, à 24 ans.
Il se marque par son opposition au Traité constitutionnel européen. Il reste alors pendant plusieurs années comme militant, en étant discret et efficace dans sa section. Il est engagé dans des actions de collage d'affiches et d'organisation de réunions publiques. Il prend ensuite la tête de la section Nantes-Nord. Il se présente en 2014 en tant que suppléant aux élections départementales.
Karim Benbrahim se fait élire dans le collège de "secrétaire de section", au titre de secrétaire de la section Nantes nord. Cela est fait par les votes des adhérents lors d'élections internes dans le parti socialiste de Loire-Atlantique. Ce vote a eu lieu les 21 et 28 mai  puis a été confirmé lors du congrès fédéral de Saint-Herblain le samedi 30 mai 2015.
Karim Benbrahim a été choisi comme candidat du Parti Socialiste au sein de la NUPES aux élections législatives de 2022 dans la première circonscription de la Loire-Atlantique et fait face au candidat de La République en marche, Mounir Belhamiti. Il est battu par ce dernier au second tour.
Karim Benbrahim se porte candidat en février 2023 pour remplacer le premier secrétaire du Parti socialiste de Loire-Atlantique Dominique Raimbourg. Au cours de sa campagne, il reçoit notamment le soutien de Johanna Rolland, contre Gildas Salaün. Bien que ces élections soient très serrées (298 voix pour et 297 voix contre lui), Karim Benbrahim est élu le 2 février 2023 à la tête de la section de la Loire-Atlantique du Parti socialiste. Il n'avait avant cette élection jamais été élu.
En tant que premier secrétaire du Parti socialiste dans la Loire-Atlantique, Karim Benbrahim doit faire face à de multiples querelles notamment dans l'alliance NUPES formée en 2022. Il sert de lien entre les différents acteurs d'une gauche séparée. Plusieurs d'entre eux, comme le sénateur Philippe Grosvalet, reprochent lors des élections sénatoriales de 2023 des politiques trop axées autour de la ville de Nantes.

### Député de laXVIIelégislature
Lors des élections législatives anticipées de 2024, Karim Benbrahim est de nouveau candidat dans la première circonscription de la Loire-Atlantique. Sa candidature est soutenue par le Nouveau Front populaire et il obtient le soutien de nombreuses personnalités politiques nationales et locales. Il est vu comme le candidat ayant les plus fortes probabilités de l'emporter au vu de son score aux précédentes élections législatives face au député sortant d'Ensemble, Mounir Belhamiti.
Il l'emporte finalement au second tour avec 46,16 % des voix, dans une triangulaire face à Mounir Belhamiti et au candidat du Rassemblement national, Bryan Pecqueur.
Il rejoint le 20 juillet 2024 la commission aux affaires économiques.

## Synthèse des fonctions et mandats

### À l'Assemblée nationale
- à partir du 18 juillet 2024 : député pour la 1re circonscription de la Loire-Atlantique

### Au sein de partis politiques
- Du 11 juin 2015 au 2 février 2023 : Secrétaire de la section nantes nord du parti socialiste
- depuis le 2 février 2023 : premier secrétaire du Parti socialiste de la Loire-Atlantique

## Synthèse des résultats électoraux

### Élections législatives
| Année | Parti  | Parti | Circonscription             | 1er tour | 1er tour | 1er tour | 2d tour | 2d tour | 2d tour | 2d tour |
| Année | Parti  | Parti | Circonscription             | Voix     | %        | Rang     | Voix    | %       | Rang    | Issue   |
| ----- | ------ | ----- | --------------------------- | -------- | -------- | -------- | ------- | ------- | ------- | ------- |
| 2022  |        | PS    | 1ère de la Loire-Atlantique | 15 343   | 36,97    | 1er      | 18 739  | 47,92   | 2e      | Battu   |
| 2024  | 23 671 | PS    | 1ère de la Loire-Atlantique | 43,20    | 1er      | 24 963   | 46,16   | 1er     | Élu     |         |